# خشت و خیال
خشت و خیال: شرح معماری اسلامی ایران کتابی از کامبیز نوایی و کامبیز حاج قاسمی است که در سال ۱۳۹۰ منتشر و در مراسم کتاب سال جمهوری اسلامی ایران به‌عنوان کتاب برگزیده معرفی شد.